# 住所不定無職
住所不定無職（じゅうしょふていむしょく）は日本のロック・バンドである。

## メンバー
※全メンバー、パートは「ギターとか」と表記されている。
- ユリナ
  - ほとんどの作詞を担当。
  - ドラムを叩きながらボーカルを取る。途中ザ・ゾンビーズ子とドラムとギターをパートチェンジする。
- ザ・ゾンビーズ子
  - ほとんどの作曲を担当。
  - 基本的にギターで、パートチェンジ後は激しいドラミングを見せる。
  - 2008年から2010年までTHE BOHEMIANSのドラムスも担当していた。
- ヨーコ
  - ギターとベースのダブルネック・ギターを操る。
- ℃-want you!（シ・オンチュ）
  - オーディションの末、2013年1月12日の新代田FEVERでのライブから加入。
  - ギターとキーボードを担当する。

## 経歴

### 結成
ユリナが公共職業安定所でザ・ゾンビーズ子とヨーコに声をかけて出会った。ユリナとゾンビーズ子はハロー!プロジェクトの話で意気投合した。

### 初期の経歴
2007年10月に初ライブを行う。

### Magic, Drums & Love結成
2015年5月、ユリナ、℃-want you、ザ・ゾンビーズ子はそれぞれYURINA da GOLD DIGGER（Vo, Dr）、℃-want you（Vo, Key）、Fasta Money Talk,（Vo, G, etc）を名乗り、
そこに撃鉄の田代タツヤことFUNK O'ney "The Diamond"（B）と男性ボーカリストのWhite Fire Shirohi（Vo, G, etc）を加えた形で新たなバンドMagic, Drums & Loveをスタートさせた。

## ディスコグラフィー

### スタジオ・アルバム
| 年     | 情報 | 最高順位 | 最高順位   | 売上 |
| 年     | 情報 | オリコン | ビルボード | 売上 |
| ------ | --- | -------- | ---------- | ---- |
| 2010年 | ベイビー!キミのビートルズはボク!!! - 2010年3月5日発売 - ハヤシライス・レコード                               | －       | －         |      |
| 2011年 | JAKAJAAAAAN!!!!! - 2011年1月26日発売 - DECKREC／UK PROJECT                                                   | 109      | －         |      |
| 2011年 | トーキョー・ポップンポール・スタンダードNo.1フロム・トーキョー!!! - 2011年11月16日発売 - DECKREC／UK PROJECT | 120      | －         |      |
| 2013年 | GOLD FUTURE BASIC - 2013年10月18日発売 - DECKREC／UK PROJECT                                                 | 81       |            |      |

### ミュージック・ビデオ
| 年     | ビデオ                                   | 監督     |
| ------ | ---------------------------------------- | -------- |
| 2011年 | マジカル・ナイト・ロックンロール・ショー | 橋本聡輔 |
| 2011年 | 1.2.3!                                   |          |